# Solent

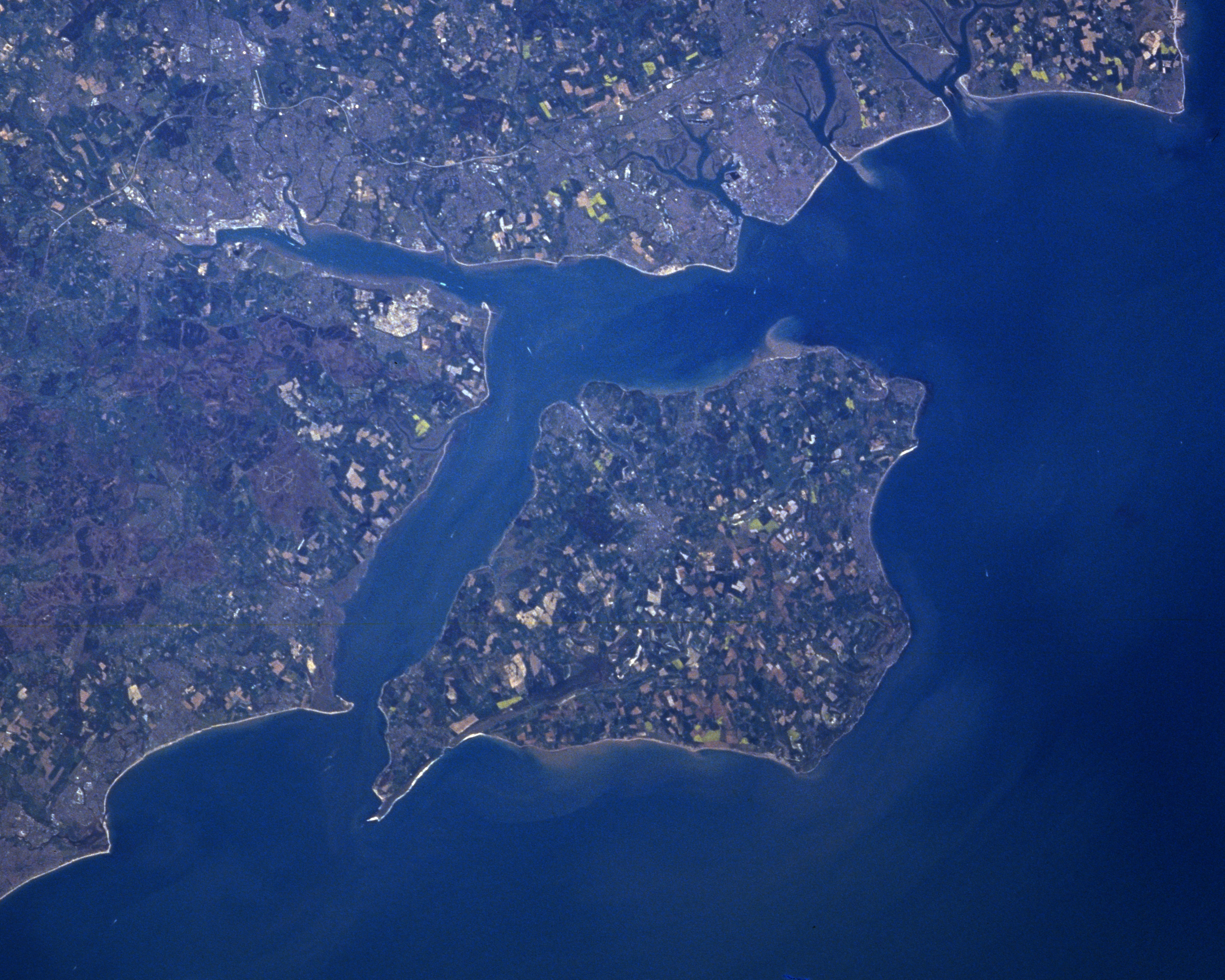
Imagem de satélite que mostra o Solent, separando a Ilha de Wight da Grã-Bretanha

O Solent é um estreito que separa a Ilha de Wight da Grã-Bretanha.
Era originalmente um vale, conforme provam estudos geológicos. Era muito mais estreito nos tempos do Império Romano: no De Bello Gallico, Júlio César relata que os soldados conseguiam chegar à ilha de Wight na maré baixa. O Solent encontra-se rodeado de fortalezas para defesa da costa, principalmente construídas no reinado de Henrique VIII de Inglaterra.